# Бидарж, Мартин
Мартин Бидарж (чеш. Martin Bidař; род. 24 февраля 1999, Ческе-Будеёвице, Южночешский край, Чехия) — чешский фигурист, выступающий в парном катании. В паре с Анной Душковой он победитель Кубка Ниццы, чемпион мира среди юниоров и олимпийский вице-чемпион на юношеских играх (2016 года). Двукратный чемпион Чехии среди юниоров в парном катание.
С осени 2018 года по весну 2019 года выступал с белорусской фигуристкой Анной Абражевич. Далее он летом встал в пару с россиянкой Елизаветой Жук.
По состоянию на 23 марта 2019 года пара занимала 51-е место в рейтинге ИСУ.

## Биография
Мартин Бидарж родился в феврале 1999 года в Южночешском крае Чехии. Фигурным катанием он занялся с четырёх лет, как все члены семьи. С двенадцати лет он встал в пару с чешской одиночницей Анной Душковой, первым их тренером была его мама.
Осенью 2012 года они вышли на международную арену, в разряде новис (новички). В следующую осень дебютировала в юниорском разряде. В марте 2014 года Мартин в паре дебютировал на юниорском чемпионате мира в Беларуси, где они выступили не совсем удачно.
Понимая всю сложность и выступления в одиночном катание из-за большой конкуренции Душкова (она выступала как в парном так и в одиночном катании) решает сделать ставку на парное катание. На юниорском чемпионате мира в Эстонии фигуристы заняли уже восьмое место. Это им однако не позволило отобраться на зимние юношеские Олимпийские игры.
Осенью 2015 года чешские фигуристы приняли участие в юниорском Гран-при и сумели пройти квалификацию на зимние юношеские Олимпийские игры; они также вышли и в финал юниорской серии Гран-при. В Барселоне на юниорском финале Гран-при чешские фигуристы в сложной борьбе завоевали серебряную медаль. В середине февраля 2016 года на зимних юношеских Олимпийских играх чешские парники выиграли серебро. Также они вошли в смешанную команду для командных соревнований вместе с украинцем Иваном Шмуратко, латвийкой Дианой Никитиной и французской танцевальной парой Юлией Вагре с Матьё Куйра и были удостоены второй серебряной медалью. В Дебрецене в середине марта на юниорском чемпионате мира фигуристы в сложной борьбе сумели стать чемпионами, при этом превзошли все свои прежние достижения.
Новый предолимпийский сезон пара начала рано в августе 2016 года на юниорском этапе Гран-при в Остраве, фигуристы подтвердили своё мастерство и заняли первое место. В октябре чешская пара выступила в Дрездене на юниорском этапе Гран-при, где они финишировали вторыми, что позволило им уверенно выйти в юниорский финал Гран-при. В середине октября чешская пара дебютировала в взрослом турнире в Ницце на Кубке Ниццы, где они сразу финишировали первыми. В начале декабря в Марселе на юниорском финале чешские фигуристы уверенно заняли, как и год назад, второе место. В конце января чешские фигуристы дебютировали на европейском чемпионате в Остраве, где финишировали седьмыми, при этом улучшили все свои прежние достижения. В конце марта чешские парники выступали на мировом чемпионате в Хельсинки, где удачно дебютировали. Однако при этом они не сумели на данном этапе квалифицироваться на Олимпийские игры.

### Олимпийский сезон
В конце сентября чешская пара приняла участие в Оберсдорфе, где на квалификационном турнире Небельхорн, они финишировали на девятом месте и сумели завоевать для своей страны путёвку на зимние Олимпийские игры. Через месяц на тренировке Анна получила серьёзную травму и было принято решение делать операцию. Спортсмены будут вынуждены пропустить не только этапы Гран-при, но и национальный чемпионат с европейским. В середине февраля 2018 года в Канныне начались соревнования и в индивидуальном турнире и пару постигла определённая неудача. Они с трудом вышли в финальную часть соревнований и финишировали в середине второй десятки.
По окончании олимпийского сезона спортивная пара из Чехии распалась. Мартин осенью того же года встал в пару с белорусской фигуристкой Анной Абражевич; они решили выступать за Чехию.

### После олимпийский сезон
Со спортсменами начали работать новые тренеры и хореографы. Это Дмитрий Савин, брат Мартина Петер Бидарж и известный бывший чешский одиночник Томаш Вернер.
С февраля 2019 года пара начала выступления на международных соревнованиях. На первых стартах фигуристы сумели заработать техминимум для участия в мировом чемпионате. В марте они выступили в Японии на мировом чемпионате, где в результате борьбы с итальянской парой финишировали предпоследними. В мае 2019 года пара распалась. Летом чешский фигурист встал в пару с российской фигуристкой Елизаветой Жук.

## Спортивные достижения
(с Е. Жук)
| Международные               | Международные | Международные | Международные | Международные | Международные |
| Сезон                       | 2019–2020     | 2020–2021     | 2021–2022     | 2022–2023     |               |
| --------------------------- | ------------- | ------------- | ------------- | ------------- | ------------- |
| Олимпийские игры            |               |               | 17            |               |               |
| Чемпионаты мира             |               | 15            | WD            |               |               |
| Чемпионаты Европы           |               |               | 12            |               |               |
| Этапы Гран-при NHK Trophy   |               |               |               | WD            |               |
| Этапы Гран-при Skate Canada |               |               |               | 6             |               |
| CS Finlandia Trophy         |               |               | 9             |               |               |
| CS Золотой конёк Загреба    |               |               | WD            |               |               |
| CS Nebelhorn Trophy         |               | 4             |               | 8             |               |
| CS Кубок Варшавы            |               |               | 12            |               |               |
| Autumn Talents Cup          |               |               | 1             |               |               |
| International Challenge Cup |               | 4             |               |               |               |
| Национальные                |               |               |               |               |               |
| Чемпионат Чехии             | 1             | 1             | WD            |               |               |
| Командные соревнования      |               |               |               |               |               |
| Олимпийские игры            |               |               | 8             |               |               |

WD = снялись с соревнований.
CS = этапы Челленджер.
(с А. Абражевич)
| Соревнования/Сезон | 2018–2019 |
| ------------------ | --------- |
| Чемпионаты мира    | 18        |
| Кубок Баварии      | 5         |
| Турнир в Израиле   | 4         |

(с А. Душковой)
| Соревнования/Сезон                                        | 2013–2014 | 2014–2015 | 2015–2016 | 2016–2017 | 2017–2018 |
| --------------------------------------------------------- | --------- | --------- | --------- | --------- | --------- |
| Олимпийские игры                                          |           |           |           |           | 14        |
| Чемпионаты мира                                           |           |           |           | 14        | 11        |
| Чемпионаты Европы                                         |           |           |           | 7         |           |
| Небельхорн                                                |           |           |           |           | 9         |
| Кубок Ниццы                                               |           |           |           | 1         |           |
| Чемпионат мира (юниоры)                                   | 10        | 8         | 1         |           |           |
| Зимние юношеские Олимпийские игры, личные соревнования    |           |           | 2         |           |           |
| Зимние юношеские Олимпийские игры, командные соревнования |           |           | 2/2^      |           |           |
| Юниорский финал Гран-при                                  |           |           | 2         | 2         |           |
| Этапы юниорского Гран-при: Австрия                        |           |           | 2         |           |           |
| Этапы юниорского Гран-при: Чехия                          | 6         |           |           | 1         |           |
| Этапы юниорского Гран-при: Эстония                        |           | 10        |           |           |           |
| Этапы юниорского Гран-при: Германия                       |           | 8         |           | 2         |           |
| Этапы юниорского Гран-при: Латвия                         |           |           | 4         |           |           |
| Этапы юниорского Гран-при: Словакия                       | 8         |           |           |           |           |
| Турнир в Граце                                            |           | 1 юн.     | 1 юн.     |           |           |
| Трофей СР-В                                               |           | 1 юн.     | 2 юн.     |           |           |
| Первенство Чехии по фигурному катанию среди юниоров       | 1         | 1         |           |           |           |